# Безпалівка (селище)
Безпа́лівка —  селище в Україні, у Зміївській міській громаді Чугуївського району Харківської області. Населення становить 32 осіб. До 2020 орган місцевого самоврядування — Таранівська сільська рада.

## Географія
Селище Безпалівка знаходиться на правому березі річки Вільшанка, біля її витоків, вище за течією на відстані 3 км розташоване село Козачка, нижче за течією за 2,5 км - село Жаданівка, на протилежному березі — село Дудківка, на річці зроблені великі загати, село оточене великими лісовими масивами, в тому числі урочище Заповідне (дуб).

## Історія
1705 — дата заснування..
За даними на 1864 рік у казенному селі Зміївського повіту, мешкало 194 особи (91 чоловічої статі та 103 — жіночої), налічувалось 21 дворове господарство, існувала православна церква.
12 червня 2020 року, відповідно до Розпорядження Кабінету Міністрів України  № 725-р «Про визначення адміністративних центрів та затвердження територій територіальних громад Харківської області», увійшло до складу Зміївської міської громади.
19 липня 2020 року, в результаті адміністративно-територіальної реформи та ліквідації Зміївського району, село увійшло до складу Чугуївського району Харківської області.